# Ігнатенко Олександр Степанович
Олександр Степанович Ігнатенко (2 вересня 1945, село Усок, тепер Ямпільського району Сумської області — 11 серпня 2022, місто Київ) — український військовий діяч, генерал-лейтенант, заступник Міністра оборони України з кадрів. Народний депутат України 2-го скликання.

## Біографія
Народився у селянській родині. Після закінчення вечірньої школи робітничої молоді і ПТУ працював токарем на заводі.
У 1966 році закінчив Харківське гвардійське танкове училище.
У 1966—1967 роках — командир взводу самохідних установок повітряно-десантних військ Туркестанського військового округу. З 1967 року — командир батареї самохідних установок СУ-85.
У 1973 році закінчив Військову академія бронетанкових військ СРСР.
У 1973—1974 роках — офіцер оперативного відділу штабу танкової армії Білоруського військового округу. У 1974—1975 роках — начальник штабу — заступник командира танкового полку.
У грудні 1975 — березні 1986 року — начальник штабу — заступник командира танкового полку, заступник командира полку, командир полку, заступник командира танкової дивізії Групи радянських військ в Німецькій Демократичній Республіці.
У 1986 році закінчив Військову академія Генштабу Збройних сил СРСР.
У липні 1986—1988 роках — командир 51-ї танкової дивізії Забайкальського військового округу.
У 1988—1990 роках — радянський військовий спеціаліст в Збройних силах Німецької Демократичної Республіки (НДР).
У серпні 1990—1991 роках — заступник командувача 4-ї армії з бойової підготовки Закавказського військового округу.
У січні — травні 1992 року — заступник начальника управління підготовки Збройних сил України.
У травні 1992 — листопаді 1993 року — заступник Міністра оборони України з кадрів — начальник управління кадрів Міністерства оборони України.
У 1993—1995 роках — 1-й заступник начальника Академії Збройних сил України.
Народний депутат України 2-го демократичного скликання з .08.1994 (2-й тур) до .04.1998, Кременецький виборчий округ № 262, Тернопільська область. Член Комітету з питань оборони і державної безпеки. Член депутатської групи «Незалежні».
У 1998—1999 роках — в розпорядженні Міністра оборони України.
У березні 1999 року звільнений з військової служби. 
Потім — головний військовий радник — керівник групи радників у конструкторському бюро артилерії.
Член Української партії «Єдність».
З квітня 2010 року — президент Всеукраїнського союзу теквондо.

## Звання
- генерал-лейтенант (.08.1992)

## Нагороди
- відзнака Міністерства оборони України «Ветеран військової служби» (1997)